# Solarisation (Energietechnik)

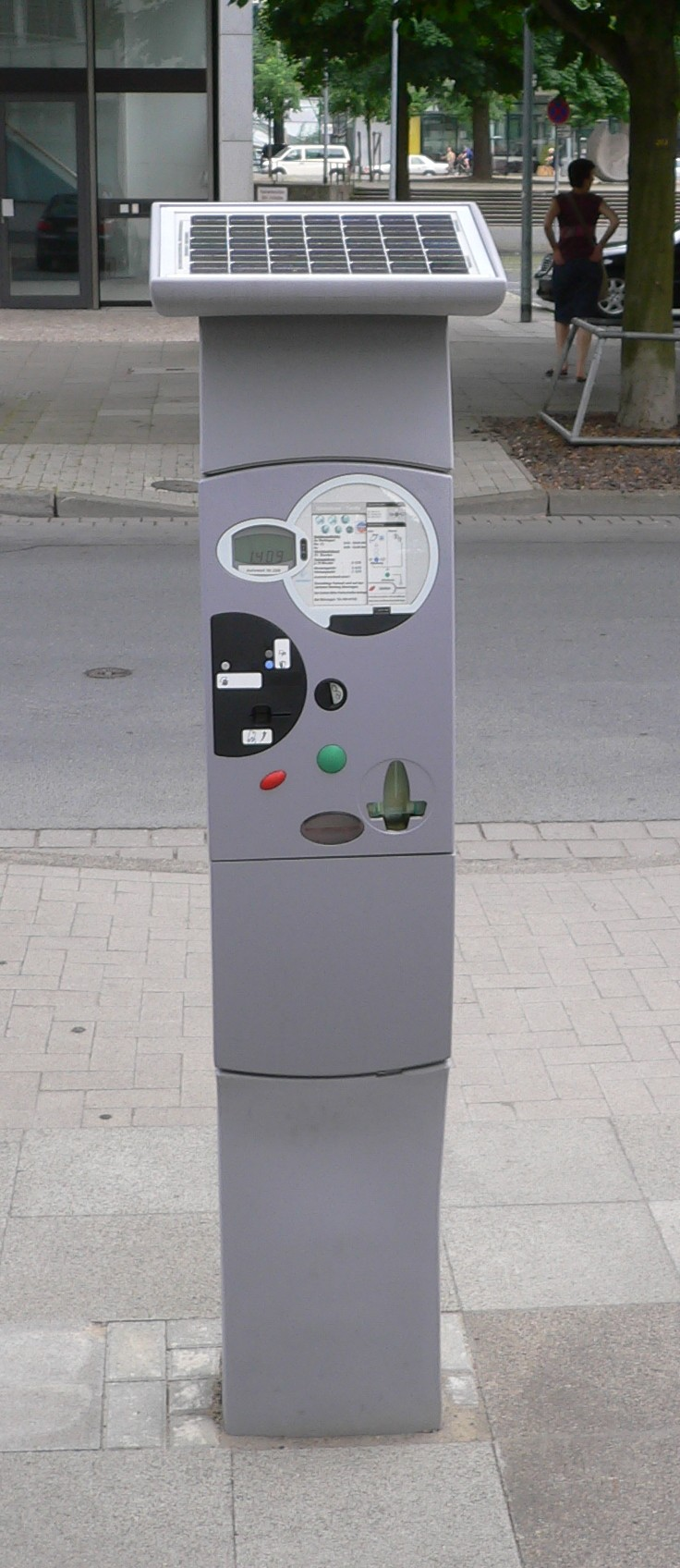
Photovoltaisch betriebenes Parkuhrsystem in Hannover

In der Energietechnik spricht man von Solarisation, wenn von herkömmlicher Elektrizitätsversorgung aus dem Energienetz auf autarke Stromversorgung durch Sonnenenergie umgestellt wird, zum Beispiel bei Notrufsäulen an den Autobahnen und bei kleineren Leuchtfeuern an Meeresküsten.